# Lookin’ for That Girl
«Lookin' for That Girl» — песня американского кантри-певца и автора-исполнителя Тима Макгро, вышедшая 13 января 2014 года в качестве второго сингла с его студийного альбома Sundown Heaven Town (2014), второго на Big Machine.

## История
Было записано два микса песни: оригинальный микс и «A.M.Radio»-ремикс, который уменьшает тяжелый Auto-Tune, используемый на протяжении всей песни.
«Lookin' for That Girl» дебютировал на 46-м месте в Billboard Country Airplay 20 сентября 2014 года. Он также дебютировал на 25-м месте в чарте Billboard Hot Country Songs 4 октября 2014 года. «Lookin' for That Girl» достиг позиции № 18 в американском хит-параде кантри-музыки Billboard Hot Country Songs и позиции № 85 Billboard Hot 100.
К апрелю 2014 года тираж достиг 217 тыс. копий в США.
Песня получила положительные и умеренные отзывы музыкальных критиков: Country Weekly, Roughstock, The Boot.

## Музыкальное видео
Режиссёром музыкального видео выступила британский клипмейкер Софи Мюллер, а премьера состоялась в марте 2014 года.

## Чарты
| Чарт (2014)                         | Высшая позиция |
| ----------------------------------- | -------------- |
| Канада (Billboard Canadian Hot 100) | 47             |
| Канада (Billboard Country)          | 30             |
| США (Billboard Hot 100)             | 85             |
| США (Billboard Country Airplay)     | 15             |
| США (Billboard Hot Country Songs)   | 18             |

| Чарт (2014)                      | Позиция |
| -------------------------------- | ------- |
| US Country Airplay (Billboard)   | 87      |
| US Hot Country Songs (Billboard) | 82      |